# Starina
Starina (in ungherese Poprádófalu) è un comune della Slovacchia facente parte del distretto di Stará Ľubovňa, nella regione di Prešov.